# Шимидзу, Кето
Кето Шимидзу (англ. Keto Shimizu, родилась 23 февраля 1984 года в Принстоне, Нью-Джерси) — американская сценаристка, продюсер и автор комиксов. Наиболее известна работой над американской адаптацией британского сериала «Быть человеком» и как один из создателей (наряду с Грегом Берланти) Телевизионной Вселенной DC канала The CW.

## Биография
Кето Шимидзу родилась 23 декабря 1984 года в семье профессора истории азиатского искусства и одной из основателей первой в Принстоне вальдорфской школы. Любовь к рассказыванию различных историй у неё проявилась с малых лет, поэтому она предпочла пойти не в вардольфскую школу Принстона, а в Твинфилдскую среднюю школу в Плейнфилде (Вермонт), а после её окончания — в бостонский Колледж Эмерсон. У Шимидзу и её мужа, Кристофера Лестрейпса, имеется один общий ребёнок.
Сценаристка — преданный фанат супергероя Бэтмена, самым любимым сценаристом комиксов считает Пола Дини. Также, по её словам, на её творчество повлияли такие личности как Джон Острандер, Алан Мур, Курт Буслек, Фрэнк Миллер и Крис Клермонт.
Первой её работой в кино была короткометражка в жанре вестерн Razor Man (2006), Кето Шимидзу написала сценарий и сама выступила режиссёром. Действие фильма происходит в Колорадо в 1891 году и повествует о герое-одиночке, который ищет мести. В 2008 году она стала автором сценария и режиссёром ещё одной короткометражки — «Нити» (англ. Threads).
В последующие годы Шимидзу занимала различные должности в кинопроизводстве: помощника монтажёра («Мститель», «Трон: Наследие»), одного из специалистов по спецэффектам («Битва титанов»), оператора (короткометражка «Шторм»), оператора / первого помощника оператора (веб-сериал «Даунерз-Гроув»).
Также она работала в качестве штатного сценариста в проекте канала NBC «Плащ».

### «Быть человеком»
В 2012 году Кето Шимидзу присоединилась к съёмочной группе адаптации сериала «Быть человеком» от канала Syfy в качестве редактора сценариев. Также она является автором сценария трёх эпизодов сериала («Сон, который построил жнец», «Я так одинок, что могу умереть» и «О мышах и оборотнях»).

### Вселенная Стрелы
Летом 2013 года Кето Шимидзу получила должность сценариста и исполнительного редактора сценарие в новом супергеройском сериале «Стрела», повествующего о становлении супергероя DC Comics Зелёной стрелы. Её первой работой для сериал стал сценарий к эпизоду «Сломанные куклы», который она написала совместно с Марком Гуггенхаймом; эпизод получил хвалебные отзывы критиков. Далее в том же сезоне последовали эпизоды «Радиус взрыва», «Отряд Самоубийц» и «Человек под капюшоном».
9 июля 2014 года поступила информация, что в сентябре того же года стартует серия комиксов, которая расскажет о событиях произошедших между финалом второго сезона и премьерой третьего сезона «Стрелы». Сценаристами комикса, получившего название  Arrow 2.5 были назначены Шимидзу и Гуггенхайм. Отчасти в её обязанности входило вести страничку о приключениях Отряда Самоубийц, так как она наряду с Брайаном К. Миллером является автором сценария одноимённого эпизода сериала.
Начиная с третьего сезона Шимидзу выполняет обязанности одного из исполнительных продюсеров сериала (совместно с Беном Соколовским и Джеком Кобурном). Она написала сценарий ко второму эпизоду третьего сезона — «Сара» (совместно с Кобурном), шестой эпизод, «Виновен» (совместно с Эриком Олесоном), и девятый, «Подъем» (вновь совместно с Кобурном). в котором впервые вниманию зрителей был представлен Ра’с аль Гул (Мэтью Нэйбл). Её первой сольной работой стал сценарий к эпизоду «Самоубийственные тенденции». Данная серия показала новый состав Отряда Самоубийц, в который помимо прочих вошла Кэрри Каттер, она же Купидон, а также в ней имеются флэшбэки, исследующие прошлое Дэдшота.